# Sverre Farstad
Sverre Melvin Farstad, född 8 februari 1920 i Trondheim, död 27 mars 1978 i Oslo, var en norsk skridskoåkare.
Farstad blev olympisk guldmedaljör på 1 500 meter vid vinterspelen 1948 i Sankt Moritz.